# Strobilanthes hypericoides
Strobilanthes hypericoides är en akantusväxtart som beskrevs av John Richard Ironside Wood. Strobilanthes hypericoides ingår i släktet Strobilanthes och familjen akantusväxter. Inga underarter finns listade i Catalogue of Life.